# Woskobłonka białoochrowa
Woskobłonka białoochrowa (Megalocystidium leucoxanthum (Bres.) Jülich) – gatunek grzybów z rodziny skórnikowatych '(Stereaceae).

## Systematyka i nazewnictwo
Pozycja w klasyfikacji według Index Fungorum: Megalocystidium, Stereaceae, Russulales, Incertae sedis, Agaricomycetes, Agaricomycotina, Basidiomycota, Fungi.
Po raz pierwszy opisał go w 1892 r. Giacomo Bresàdola, nadając mu nazwę Corticium leucoxanthum. W 1978 r. Walter Jülich przeniósł go do rodzaju Megalocystidium.
Synonimy:
- Corticium leucoxanthum Bres. 1898
- Gloeocystidiellum leucoxanthum (Bres.) Boidin 1951
- Gloeocystidiellum leucoxanthum var. brevisporum Parmasto 1965
- Gloeocystidium leucoxanthum (Bres.) Höhn. & Litsch. 1907
- Megalocystidium leucoxanthum var. brevisporum (Parmasto) Boidin 1997
- Vesiculomyces leucoxanthus (Bres.) Boidin & Lanq. 1983[2].

Nazwę polską zaproponował Władysław Wojewoda w 2003 r. (dla naukowej nazwy Gloeocystidiellum leucoxanthum) Jest niespójna z aktualną nazwą naukową.

## Morfologia
Owocnik
Rozpostarty, przylegający do powierzchni, dający się oddzielić w kawałkach, początkowo cienki i gładki, potem grubszy (do 1 mm), w końcu nierówny do wyraźnie grudkowatego i głęboko popękanego. Owocniki rosną na pokrytych korą gałęziach, pojawiają się przez przetchlinki i inne dziury w korze. Początkowo są kuliste, ale szybko przechodząca w rozpostarte, początkowo o barwie od białawej do kremowo-bladej, następnie ochrowej do izabelowej lub jasno ochrowobrązowej. Brzeg u młodych owocników strzępiasty, u starych niezbyt zróżnicowany.
Cechy mikroskopowe
System strzępkowy monomityczny. Strzępki o cienkich lub nieco pogrubionych ściankach, o szerokości 2–3,5 µm, ze sprzążkami. Strzępki bazalne tworzą warstwę o grubości 100 µm. Mają nieregularnie splecione rozgałęzienia i tworzą dość luźną warstwę, gęstsze są w subhymenium. Strzępki w kontekście starych owocniki zawierają dużą ilość kryształów. Między podstawkami liczne cystydy. Gleocystydy liczne, rurkowate, wijące się, cienkościenne, o długości 100–150 µm i szerokości 8–15 µm z ziarnistą, oleistą zawartością i często występującymi wyrostkami wierzchołkowymi. Podstawki maczugowate, zwężające się w kierunku podstawy, 40–60 × 6–8 µm, zwykle z 4 sterygmami, zawsze ze sprzążkami bazalnymi. Bazydiospory podłużne do kiełbaskowatych, o doosiowej stronie nieco wklęsłej, cienkościenne, gładkie, amyloidalne, 12–20 × 4,5–7 µm.

## Występowanie
Stwierdzono występowanie wąskobłonki białoochrowej W Ameryce Północnej, Europie, Azji, Australii i na Antarktydzie. W Polsce W. Wojewoda w 2003 r. przytacza 3 stanowiska. Gatunek znajduje się na Czerwonej liście roślin i grzybów Polski. Ma status E – gatunek zagrożony wyginięciem, którego przeżycie jest mało prawdopodobne, jeśli nadal będą działać czynniki zagrożenia.
Nadrzewny grzyb saprotroficzny. Występuje w lasach liściastych na martwym drewnie; na pniakach, pniach i gałęziach. W Polsce notowany na topoli osice i wierzbach, w Europie Środkowej przede wszystkim na olszy zielonej. W obu przypadkach preferowane są siedliska subalpejskie, reglowo-subalpejskie w Europie Środkowej, boreo-subalpejskie w Europie Północnej.